# إينا تسيمبالوك
إينا أناتوليفنا تسيمبالوك (الأوكرانية: Инна Анатольевна Цимбалюк ؛ ولد في 11 يونيو 1985) ممثلة وعارضة أزياء أوكرانية وحاملة لقب ملكة جمال سابقة بعدما توجت بمسابقة ملكة جمال كون أوكرانيا 2006، ومثلت أوكرانيا في مسابقة ملكة جمال الكون 2006. وحلت ضمن من أفضل 20 متنافسة في المسابقة.

## روابط خارجية
- إينا تسيمبالوك على موقع IMDb (الإنجليزية)
- إينا تسيمبالوك في في كي.كوم (بالأوكرانية)